# Post-Vac
Der Begriff Post-Vac oder Post-Vac-Syndrom (PVS), Post-Acute COVID-19 Vaccination Syndrome (PACVS), Post-Vakzinierungssyndrom, Post-Vax, Long-Vax fasst langandauernde Impfkomplikationen nach COVID-19-Impfung zusammen, die eine Long-/Post-COVID-ähnliche Symptomatik aufweisen, ohne zuvor an COVID-19 erkrankt zu sein.
Post-Vac stellt keine klar definierte Krankheit dar. Ein ursächlicher Zusammenhang zwischen COVID-19-Impfungen und den „Post-Vac“ zugeschriebenen Beschwerden ist nicht durch Studien belegt, es werden jedoch mehrere Hypothesen in der Wissenschaft dazu diskutiert. Ähnliche Beschwerden kommen auch bei der Myalgischen Enzephalomyelitis/dem Chronischen Fatigue-Syndrom (ME/CFS) und dem posturalen Tachykardiesyndrom vor. Das Phänomen ist noch wenig erforscht.

## Versorgung
Seit dem 8. Mai 2024 regelt eine Richtlinie des Gemeinsamen Bundesausschusses die Versorgung von Long-COVID, ME/CFS und Patienten, die nachfolgend einer Impfung zur Prophylaxe einer COVID-19-Erkrankung Long-COVID-ähnliche Symptome aufweisen. Die genannte Richtlinie sieht dazu u. a. eine gezielte Behandlungskoordination und einen Behandlungsplan vor.

## Impfsurveillance und Impfstoff-Pharmakovigilanz des Paul-Ehrlich-Instituts
Das Paul-Ehrlich-Institut (PEI) veröffentlicht quartalsweise Sicherheitsberichte über Verdachtsfallmeldungen von Impfnebenwirkungen und Impfkomplikationen mit den zugelassenen COVID-19-Impfstoffen und bewertet diese. In seinem Sicherheitsbericht vom September 2022, der den Zeitraum seit dem Beginn der Impfkampagne in Deutschland, vom 27. Dezember 2020 bis zum 30. Juni 2022, einbezieht, nahm das PEI erstmals Bezug auf „Post-Vac“ und untersuchte „Verdachtsmeldungen über lange andauernde Beschwerden nach COVID-19-Impfung“. Es ergaben sich angesichts der Spontanberichte weder im nationalen noch internationalen Kontext Hinweise auf ein Risikosignal für chronisches Müdigkeitssyndrom, Posturales Tachykardiesyndrom und Long-COVID-ähnliche Beschwerden im Zusammenhang mit COVID-19-Impfstoffen. Das PEI weist auch darauf hin, dass nach den Ergebnissen von Studien aus dem Vereinigten Königreich und Italien eine COVID-19-Impfung offenbar auch vor Long-COVID schützt.

### Bericht 2022
Im Rahmen des Sicherheitsberichts wurde das Aufkommen von Verdachtsfallmeldungen aus Deutschland näher beleuchtet. Da in der Nebenwirkungsdatenbank der Europäischen Arzneimittelagentur (EudraVigilance) bis zum Untersuchungszeitpunkt im Europäischen Wirtschaftsraum (EWR) 54,6 % der Meldungen von „Post-Vac“-Symptomen (berücksichtigt wurden: Chronisches Erschöpfungssyndrom, Post-Vac, Posturales orthostatisches Tachykardiesyndrom, Long COVID) aus Deutschland stammten, Deutschland aber nicht 55 % der Impfungen im EWR durchführte, konnte ein „Berichts-Bias“ durch die unverhältnismäßig hohe „Post-Vac“-Berichterstattung in Deutschland nicht ausgeschlossen werden. Die deutschen Nebenwirkungsmeldungen stammten mehrheitlich von den Patienten selbst.

### Bericht 2023
Das PEI berichtete im Juni 2023, dass mit 1547 von 2817 gut die Hälfte der weltweit gemeldeten Fälle (Sachstand Mai 2023) zu Long-COVID-ähnlichen Symptomen nach einer COVID-19-Impfung („Post-Vac-Syndrom“) aus Deutschland stammen. Der Epidemiologe Timo Ulrichs (Akkon-Hochschule Berlin) erklärte dazu, es sei „offensichtlich, dass in Deutschland nicht anteilig mehr Nebenwirkungen nach Impfungen auftreten als in anderen Ländern“, und sprach ein einfacheres Meldesystem bzw. eine impfkritischere Haltung als Hypothesen an, die geprüft werden müssten. Der Virologe Friedemann Weber (Justus-Liebig-Universität Gießen) vermutet als Ursache die verstärkt negativen Meldungen über die Impfung in Deutschland und erklärte: „Von daher wundert mich nicht, wenn Deutschland Exportweltmeister bei den Meldungen von Verdachtsfällen ist.“

### Stellungnahme 2023
In einer Stellungnahme des Paul-Ehrlich-Instituts zum Thema „Post-Vac-Syndrom“ nach COVID-19-Impfung vom 19. Mai 2023 wurde darauf hingewiesen, dass in Deutschland bis zu diesem Datum über 192 Millionen COVID-19-Impfungen durchgeführt worden waren. Die Melderate für Verdachtsfälle, die im Zusammenhang mit den in den Sicherheitsberichten genannten und „Post-Vac“ zugeschriebenen Symptomkomplexen stünden, betrage weniger als ein Verdachtsfall pro 100.000 Impfungen (0,73/100.000), was darauf hinweise, dass solche Verdachtsfälle extrem selten seien. Außerdem falle auf, dass zum Zeitpunkt der Auswertung mehr als 50 % aller weltweit registrierten Verdachtsfälle aus Deutschland berichtet wurden.

## Post-Vax-Sprechstunde
Seit Anfang 2022 bietet das Universitätsklinikum Gießen und Marburg am Standort Marburg neben einer interdisziplinären Post-COVID-Ambulanz eine Spezialsprechstunde „Post-Vax“ an. Sie richtet sich an Personen mit lange anhaltenden Beschwerden, die in zeitlichem Zusammenhang nach einer Impfung gegen SARS-CoV-2 aufgetreten sind, sowie an Patienten mit Herzbeschwerden nach einer Infektion mit COVID-19.
Außerdem werden Post-Vac-Betroffene in der neurologischen Post-COVID-19-Sprechstunde an der Klinik für Neurologie der Charité in Berlin betreut, allerdings nur bei primär neurologischer Manifestation. Dort ist auch eine Online-Konsultation möglich, die jedoch seit April 2022 nicht mehr von den Krankenkassen als Regelleistung getragen wird.
Auch das Universitätsklinikum Augsburg hat seit Anfang 2024 eine „Post-Vac“-Ambulanz. Zudem haben sich in vielen deutschen Städten und Gemeinden Selbsthilfegruppen gebildet.

## Sogenannte ImpfSurv-Studie
Die Charité in Berlin hat sich von Aussagen eines ihrer Stiftungsprofessoren zur Häufigkeit von Nebenwirkungen nach einer Corona-Impfung distanziert. Harald Matthes, Stiftungsprofessor für Integrative und Anthroposophische Medizin, hatte nach Online-Befragungen im Rahmen seiner sogenannten ImpfSurv-Studie behauptet, dass es eine Untererfassung an Nebenwirkungen beim zuständigen Paul-Ehrlich-Institut (PEI) gebe. Er will nachgewiesen haben, dass bei 0,8 Prozent der Impfungen schwere Nebenwirkungen aufgetreten seien – also bei einem von 125 Geimpften. Die Charité kam dagegen zu dem Schluss, dass „sich ein Sicherheitsprofil […] ohne ärztliche Beurteilung eines kausalen Zusammenhangs zum verabreichten Impfstoff nicht medizinisch-wissenschaftlich valide erarbeiten“ lässt. Der Begriff „schwere Nebenwirkungen“ sei weder im Ethikantrag der Untersuchung noch im Studienprotokoll definiert. Zudem hätten Personen mehrfach und ungeprüft an der Umfrage teilnehmen können.